# Toya canidia
Toya canidia är en insektsart som beskrevs av Ronald Gordon Fennah 1969. Toya canidia ingår i släktet Toya och familjen sporrstritar. Inga underarter finns listade i Catalogue of Life.